# Middelgrundsfortet

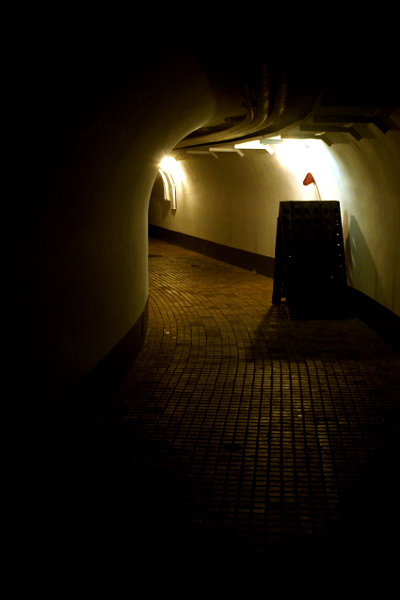
Một hành lang trong Middelgrundsfortet

Middelgrundsfortet là một pháo đài biển tọa lạc ở Øresund giữa Copenhagen và Malmö. Đảo nhân tạo và pháo đài được xây dựng trong giai đoạn 1890–1894 làm một bộ phận của các pháo đài biển Copenhagen, một phần bằng vật liệu khai thác từ Frihavnen. Nó đã là pháo đài biển lớn nhất thế giới. Năm 2002 nó được bán cho một nhà đầu tư tư nhân. Middelgrundsfortet nằm ngoài khơi cách bờ bờ biển thủ đô của Đan Mạch 15 phút di chuyển bằng đường biển, diện tích 70.000 m² trong đó diện tích xây dựng ước tính khoảng 15.000 m².
Nét nổi bật nhất trên đảo là một pháo đài bảo vệ an ninh quốc phòng ven biển, nó hiện được bảo tồn như một di sản vì những giá trị văn hóa và lịch sử. 
Pháo đài cổ này còn bao gồm cả một cảng nhỏ phục vụ mục đích tư và cả mục đích thương mại hàng hải. Trong những năm gần đây, pháo đài chủ yếu được sử dụng như là địa điểm cung cấp dịch vụ khách sạn, hội thảo và hội nghị.
Nhiều công ty đã tận dụng sử dụng cơ sở vật chất của pháo đài để làm một nhà hàng hiện đại, câu lạc bộ đêm, quầy bar và phòng billards… Phần khách sạn bao gồm 24 phòng với 88 giường, tất cả đều được thiết kế mang phong cách và hương vị của biển khơi.
Có thể đến Middelgrundsfortet bằng các phương tiện đường thủy, sân bay để đáp những loại máy bay dân dụng cỡ nhỏ.